# Lyddan-Insel
Die Lyddan-Insel (englisch Lyddan Island; auch Lyddan Ice Rise, übersetzt Lyddan-Eiskuppel) ist eine eisbedeckte Insel am südwestlichen Rand des Riiser-Larsen-Schelfeises, das sie vom Brunt-Schelfeis trennt. Sie liegt etwa 32 km vor der Prinzessin-Martha-Küste des Königin-Maud-Lands im östlichen Weddell-Meer und ist etwa 72 km lang. Durch drei schmale Arme ähnelt sie einem Kleeblatt.
Entdeckt und kartiert wurde die Lyddan-Insel am 5. November 1967 von William R. MacDonald (1925–1977) beim Überflug mit einer Lockheed C-130 Hercules der Flugstaffel VX-6 der United States Navy. Das Advisory Committee on Antarctic Names benannte sie im Jahr 1970 nach Robert Henry Lyddan (1910–1990), Mitarbeiter des United States Geological Survey, der seit den 1950er Jahren in der Planung und Leitung der Antarktiskartierung tätig war.